# Юлинац, Павле
Павле (Павел) Юлинац (Юлинец) (серб. Павле Јулинац; 1731/2 — 1785) — полковой обер-офицер Русской императорской армии, дипломат, философ

, путешественник, историк и переводчик.

## Биография

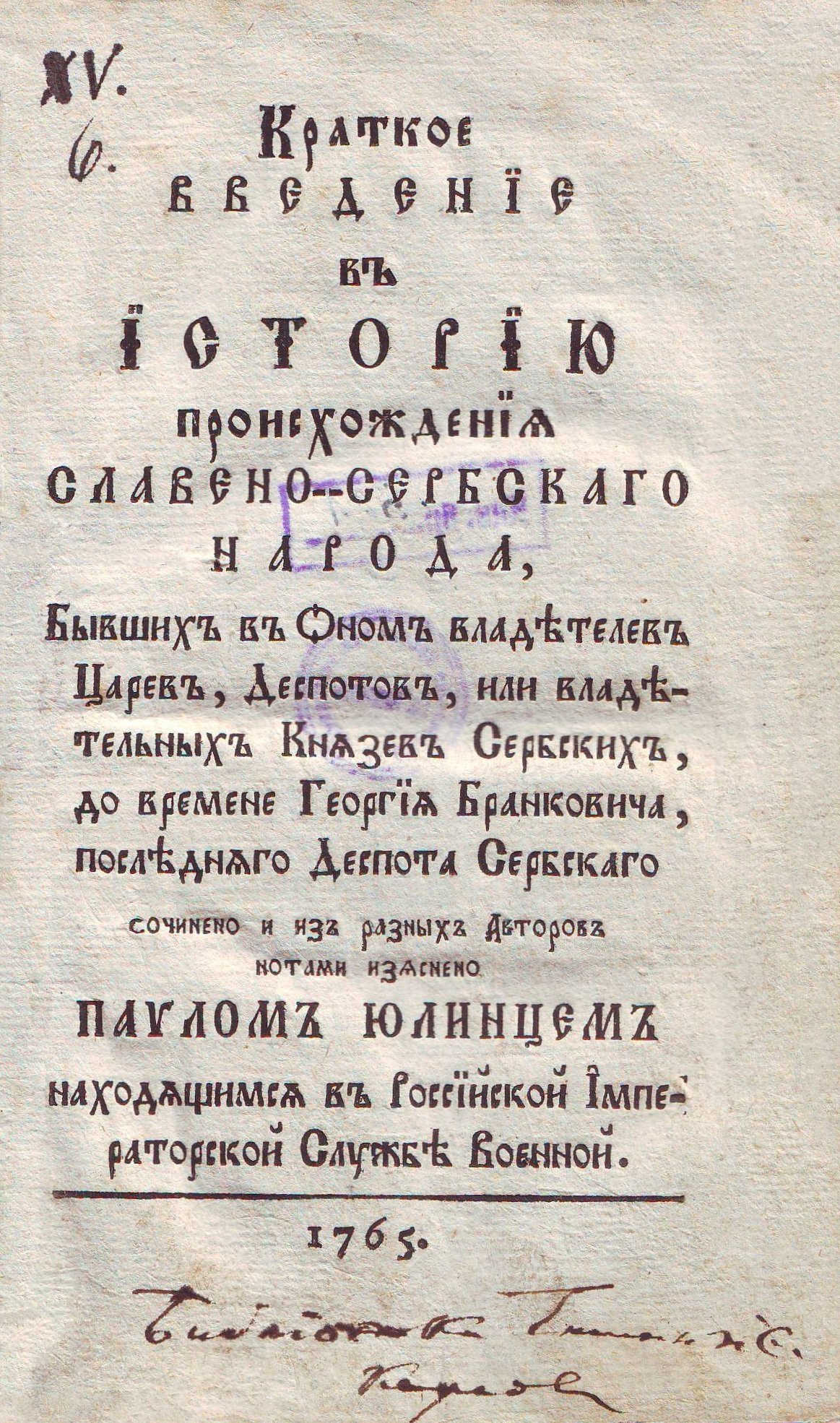
«Краткое введение в историю происхождения славяно-сербского народа»

Павле Юлинац родился в 1731/2 году предположительно в Сегеде, по национальности серб. Происходил из дворянской пограничной семьи, сын офицера Арсения Жулинака и внук майора Василия из Сегеда. Окончил среднюю школу в Пожуне (ныне Братислава). В 1753 году его привез в Россию подполковник Йован (Иван) Шевич, один из лидеров сербской миграции в Новую Сербию, где он начал свою карьеру в качестве солдата Русской императорской армии.
Ему принадлежит труд: «Краткое введение в историю происхождения славено-сербского народа, бывших в оном владетелев, царев, деспотов или владельных князев сербских до времене Георгия Бранковича, последнего деспота сербского, избрано из разных авторов и нотами изъяснено» (Вена, 1765 год) , то есть по сути он является автором первой опубликованной истории сербов на сербском языке.
Юлинац также перевёл «Велизар» Ролана и Мармонтеля (Вена, 1776 год) в то время, когда этот роман приобретал известность во всей Европе. Работа Мармонтеля вскоре популяризировала философские идеи Просвещения в Австрии среди многочисленного славяно-сербского населения там, а также и в самой России.
В 1781 году Юлинац стал русским консулом в Неаполе, ещё находясь на военной службе. В качестве консула в Неаполитанском порту ему было поручено следить за интересами русских моряков и выполнять другие задачи.
Павле Юлинац скончался 25 февраля 1785 в городе Вене.